# Atlantic Geoscience Society
L'Atlantic Geoscience Society (AGS), ou Société géoscientifique de l'Atlantique, est une association regroupant des scientifiques des sciences de la Terre travaillant dans les provinces de l'Atlantique. Les membres de l'association sont principalement des professionnels de la géologie dans l'industrie ou dans le monde académique, des étudiants et des amateurs non professionnels. La société est affiliée à la Geological Association of Canada, à la Canadian Society of Petroleum Geologists et à l'American Association of Petroleum Geologists, et elle est membre de la Canadian Federation of Earth Sciences.
La société publie le journal géologique Atlantic Geology.

## Présidents
Les présidents depuis 2010:
- 2010-2011: Grant Ferguson, Université Saint-Francis-Xavier
- 2011-2012: Jim Walker, ministère des Ressources naturelles (Nouveau-Brunswick)
- 2012-2013: Elisabeth Kosters, Wolfville, Nouvelle-Écosse
- 2013-2014: Grant Wach, Université Dalhousie
- 2014-2015: Cliff Stanley, Université Acadia.

## Médailles et récompenses
L'Atlantic Geoscience Society récompense les contributions géologiques avec deux récompenses individuelles :
- Médaille Gesner
- Laing Ferguson Distinguished Service Award.

Les découvertes présentées lors de son colloque annuel sont reconnues par les récompenses suivantes :
- Noranda Award pour la meilleure présentation étudiante en
- Rob Raeside Award pour le meilleur poster d'étudiant de licence
- Graham Williams Award pour le meilleur poster étudiant
- Sandra Barr Award pour la meilleure présentation orale étudiante
- Rupert MacNeill Award pour la meilleure publication étudiante.